# Northcliffe Glacier
Northcliffe Glacier är en glaciär i Antarktis. Den ligger i Östantarktis. Australien gör anspråk på området. Northcliffe Glacier ligger 189 meter över havet.
Terrängen runt Northcliffe Glacier är platt österut, men västerut är den kuperad. Trakten är obefolkad. Det finns inga samhällen i närheten.